# Brachystoma truncatum
Brachystoma truncatum är en tvåvingeart som beskrevs av Smith 1969. Brachystoma truncatum ingår i släktet Brachystoma och familjen Brachystomatidae. Inga underarter finns listade i Catalogue of Life.